# Москоу (Канзас)
Мо́скоу (англ. Moscow /'mɑsˌkaʊ/) — городок, расположенный в округе Стивенс, штата Канзас, США.
Согласно переписи 2010 года, население городка составляет 310 человек.

## История
Был основан в 1887 году, вероятно, испанскими (мексиканскими) поселенцами (до сих пор процент испанского населения города самый большой — 38,7 %).
По одной из версий, Москоу назван в честь одного из участников экспедиции Эрнандо Сото, полевого генерала (maestro de campo) Луиса Москосо (Moscoso) (в источнике Москосо ошибочно приписывают к юго-западной экспедиции Франсиско Коронадо, но в это время он был в составе экспедиции Эрнандо Сото, и, более того, возглавил экспедицию после смерти де Сото). При регистрации названия поселения произошёл ряд ошибок. Вначале жители, когда подавали заявление в почтовое отделение, упустили две последние буквы, написали Mosco вместо Moscoso. Затем почтовый служащий в Вашингтоне, получивший заявление, решил, что на западе все неграмотные, и «исправил» название поселения на Moscow, считая его очередной «Новой Москвой».
Первое отделение почтовой связи в Москоу было открыто 28 апреля 1888 года, когда его перевели из Вальпараисо (Valparaiso, город-призрак, располагавшийся где-то в 6,5 км юго-восточнее Москоу).
Впервые в Переписи населения США топоним Москоу в округе Стивенс появляется в 1890 году, правда не как город, а как тауншип. Как отдельный город Перепись населения выделяет Москоу только в 1930 году.
В 1913 году Москоу переместился на 13 км севернее, где в 1912 году проложили железную дорогу — «Железная Дорога Долины Симаррон» CVR. Поэтому город иногда называют Новой Москвой.

## География и Транспорт
По данным Бюро переписи населения США 2015 года, город Москоу имеет следующие географические координаты: 37°19′30″ с. ш. 101°12′24″ з. д. (37.325119, −101.206769), общая площадь составляет 0,46 км2, водной поверхности нет.
Москоу расположен в юго-западной части штата Канзас и лежит в области Великих равнин. Город имеет форму прямоугольного треугольника. К северо-западной части города примыкает Шоссе США US 56en; участок шоссе, проходящий по городу, называется Симаррон авеню. Река Симаррон, которая дала имя авеню, делает полукруг по северной границе округа Стивенс. От города река удалена на 11 км в северном направлении.
Вплотную к шоссе примыкает Железная Дорога Долины Симаррон CVR, которая пересекает округ с северо-востока на юго-запад. CVR является одной из линий, принадлежащих консорциуму «Западная Группа» (The Western Group).
На востоке от города расположен Аэропорт Бролиер (Brollier Airport). Номер аэропорта по GNIS ID_481338. Аэропорт используется для авиации общего назначения.

## Демография
| Год переписи                                                              | Тауншип Москоу | Тауншип Москоу | Город Москоу | Город Москоу |
| Год переписи                                                              | Население      | %, ±           | Население    | %, ±         |
| 1890                                                                      | 184            | —              |              |              |
| 1930*                                                                     | 799            | 334 %▲         | 249          | —            |
| 1940                                                                      | 490            | -38,7 %▼       | 177          | -28,9 %▼     |
| 1950                                                                      | 520            | 6,1 %▲         | 222          | 25,4 %▲      |
| 1960                                                                      | 465            | -10,6 %▼       | 211          | -5,0 %▼      |
| 1970                                                                      | 482            | 3,7 %▲         | 228          | 8,1 %▲       |
| 1980                                                                      | 556            | 15,4 %▲        | 228          | 0,0 %        |
| 1990                                                                      | 668            | 20,1 %▲        | 252          | 10,5 %▲      |
| 2000                                                                      | 711            | 6,4 %▲         | 247          | -2,0 %▼      |
| 2010                                                                      | 687            | -3,4 %▼        | 310          | 25,5 %▲      |
| Прогноз на 2014                                                           | 700            | 1,9 %▲         | 322          | 3,9 %▲       |
| * — Вошёл в состав тауншипа Гармония в 1890 г., вышел из состава в 1920г. |                |                |              |              |

По данным Переписи Населения США 2010 года, население Москоу составляет 310 человек. В городе 85 семей и 105 домохозяйств. Средняя плотность населения составляет 664,9 человек на км2. Количество жилья — 119 единиц, плотность жилья в среднем 255,3 домов на км2.
Расовый состав:
европейцы — 73,2 % (из них 38,7 % латиноамериканцы);
африканцы — 0 %;
коренные американцы — 3,5 %;
азиаты — 0 %;
другие расы — 21,3 %;
смешанные расы — 1,9 %.
Из всех домохозяйств 45,7 % хозяев имеют детей в возрасте до 18 лет, проживающих с ними; 68,6 % состоят в браке; 8,6 % матерей-одиночек; 3,8 % отцов-одиночек; 19,0 % не имеют семьи. В 14,3 % всех домохозяйств проживает один человек, 5,7 % из них в возрасте 65 лет и старше. Средний размер проживающих в одном домохозяйстве 2,95 человек; средний размер одной семьи 3,31 человек.
Средний возраст жителя города 32,5 лет. 31 % жителей в возрасте до 18 лет; 8,7 % в возрасте от 18 до 24 лет; 29 % — от 25 до 44 лет; 19,7 % — от 45 до 64 лет; 11,6 % в возрасте 65 лет и старше. Гендерный состав города: 46,5 % мужчин и 53,5 % женщин.

## Система образования

### Начальное и среднее образование
Москоу является частью Объединённого школьного района 209 (USD 209), и располагает двумя школами:
- Младшая школа Москоу (от preK до 6-го класса)
- Старшая школа Москоу (от 6-го до 12-го класса)

Эмблемой Старшей школы является дикая кошка, поэтому учеников иногда называют «Дикие коты Москоу» (Moscow Wildcats).